# Herstal
Pour les articles homonymes, voir Herstal (homonymie).

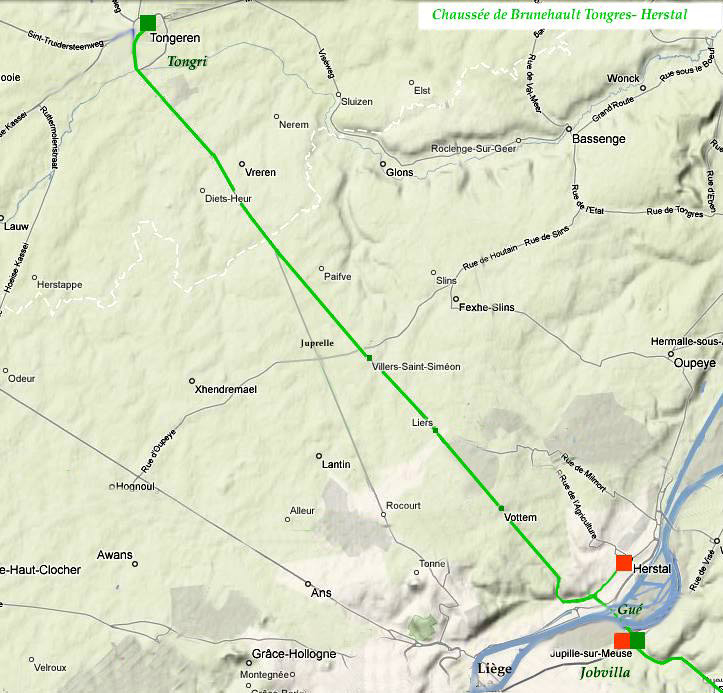
Axe romain de la voie de Tongres à Aix-la-Chapelle jusqu'au gué de Herstal appelée actuellement chaussée Brunehault sur un tronçon

Herstal prononcé en français : [ɛʁstɑl] (en wallon Hèsta) est une ville francophone de Belgique située en Wallonie dans la province de Liège.
Depuis le 1er janvier 1977, la commune de Herstal est fusionnée avec les anciennes communes de Milmort, Vottem (sauf quelques rues qui ont été transférées à Liège) et avec une partie de l'ancienne commune de Liers (l'autre ayant rejoint Juprelle). Elle fait partie de la région de la Basse-Meuse.

## Toponymie

### Attestations anciennes
On compte de nombreuses mentions antérieures au Xe siècle : 
- En 723, un diplôme de donation de Charles Martel se déroule en public dans la villa Harastallio[3]
- La Vita Lamdiberti episcopi lors du transfert des reliques en 716 signale une halte in ville... Cheristalius  et un miracle entraînant la construction d'un oratoire en 727.
- La Chronique de Moissac cite à l'année 798 le texte suivant : Ipso anno fuit rex karolus in Saxonia et apud haristallo sede nova.
- Les Annales mosellani situent le fait en 796 en un endroit : cui nomen imposuit niwi haristalli .
- La villa de Herstal est encore mentionnée dans deux diplômes impériaux de 930 et 936. Mais il s'agit en réalité de confirmation d'un acte antérieur de Lothaire II[4],[5].

De 723 à 920, on relève 23 actes diplomatiques, dont 7 originaux datés de Herstal. Vingt, dont 6 des originaux, qualifient l'endroit de palatium suivi de publicum (11) ou regium.

### Étymologie
Herstal s’analyse comme un composé de deux termes germaniques, dont le premier élément Her- représente le vieux bas francique *hari « armée », d'où l'ancien néerlandais heri « armée » (> néerlandais heer, heir, semblable à l'allemand Heer « armée »), et le second, -stal procède du vieux bas francique *stall « établissement » (> latin médiéval stallum > vieux wallon (liégeois) astalle, français étal. Du vieux bas francique également : néerlandais stal, parent de l'allemand Stall), d'où la signification globale de « camp militaire »,,,.
L'élément *hari est aussi à l'origine de quelques anthroponymes (Herbert , Hébert , etc.) et noms communs (haranguer, héberger, auberge, etc.).
L'élément stall se rencontre fréquemment dans des types toponymiques communs en Belgique et en France au nord de la Loire, tels les nombreux Darnétal, Dernétal et Danestal, tous issus de *Darnestal (Normandie, Picardie), ainsi que dans d'autres composés, comme Durstel (Alsace) ou Durtal (latinisé en Durstallum, Pays de Loire),. Ces exemples semblent conforter la signification d'« emplacement, établissement ».

## Géographie
La ville de Herstal est limitrophe de la ville de Liège. Elle forme avec cette dernière et les communes qui l'entourent (Seraing, Saint-Nicolas, Ans, Flémalle et d'autres) ce qu'il est coutume d'appeler l'agglomération liégeoise : une métropole peuplée d'environ 600 000 habitants. Herstal est entourée des communes de Liège, Juprelle et Oupeye.

### Géographie physique
L'ensemble de la ville se trouve à une altitude moyenne de 135 m, avec le point culminant de 185 m à Vottem et le point le plus bas à 59 m le long de la Meuse. Elle occupe la pente méridionale et une partie du sommet du plateau de Hesbaye, à l'extrémité orientale du bassin houiller liégeois. Le sol est constitué d'une épaisse couche de limon garantissant des terres fertiles. Herstal est traversée par la Meuse et le canal Albert. Le Rida et le Grimbérieux drainent la majeure partie de la commune vers la Meuse. Au nord-ouest la Berwinne-Rigole draine une partie de Liers vers le Geer.
Le centre de Herstal souffre souvent de pollution atmosphérique, amenée par les vents dominants qui sont dans l'axe de la vallée de la Meuse dans lequel l'agglomération principale se trouve. Par exemple, le nombre de dépassements du seuil de tolérance pour les particules fines est passé de 4 jours en 2021 à 15 jours en 2022. Pour le dioxyde d'azote, le seuil de l’OMS (25 μg/m³) est dépassé en moyenne 86 journées entières par année.

### Sites de grand intérêt biologique
- Thier des Monts[18].
- Terril de la Petite Bacnure.
- Terril de Bernalmont.
- Site de l'ancien charbonnage de Milmort.
- Vallon du Rida[19].

### Sections de commune
| # | Nom     | Superf. (km²) | Habitants (2020) | Habitants par km² | Code INS |
| - | ------- | ------------- | ---------------- | ----------------- | -------- |
| 1 | Herstal | 12,78         | 28.201           | 2.206             | 62051A   |
| 2 | Vottem  | 4,39          | 7.477            | 1.701             | 62051B   |
| 3 | Liers   | 2,51          | 1.977            | 786               | 62051C   |
| 4 | Milmort | 3,51          | 2.502            | 714               | 62051D   |

### Chemins et sentiers
Il y a sur le territoire de cette ancienne commune un total estimé de 79 kilomètres de chemins et sentiers. Tous ces 177 chemins et sentiers ont été cartographiés : 34 km sont en bon état, 2 km difficiles, 1 km est barré, 5 km au statut inconnu et 20 km supprimés.
- chemin 19 à Vottem
- chemin 26 à Vottem
- sentier 44 à Vottem
- sentier 48 à Vottem
- Campagne de Rogivaux, sentier 126 à La Préalle

La Ville de Herstal dispose de plusieurs RAVeL et voie verte communales :
- L’euroRAVeL 19 qui longe la Meuse et le Canal Albert et relie Liège à Maastricht ;
- La liaison Liège-Herstal-Vottem-Liers qui relie l’euroRAVeL 19 au sud au RAVeL 31 à Liers ;
- La Ligne 76 (voie verte communale), qui relie le quartier de Pontisse au Parc d’Activité Économique des Hauts-Sarts ;
- Le Vieux Chemin de la Croix (voie verte communale), qui relie le quartier de Rhées au Parc d’Activité Économique des Hauts-Sarts[21]

## Population et société

### Démographie
La ville de Herstal a une population de 40 666 habitants en 2023, ce qui en fait la quatrième agglomération de la Province de Liège. L'essentiel de cette population se concentre dans sa bande sud-est.
La majorité de la population étrangère est d'origine italienne suivie par les populations d'origine ibérique (espagnole et portugaise) et ensuite les populations françaises, turques et maghrébines. Cette structuration reflète assez bien les vagues successives d'immigration liées au développement de l'industrie charbonnière. Finalement le sociologue Jan Hertogen estime que 48 % de la population herstalienne est issue de l'immigration.
Les données de l'État civil font apparaître une population composée à 44 % de personnes mariées et de 39 % de personnes déclarées célibataires. Comme ailleurs en Belgique, on constate un vieillissement important de la population (avec même une surreprésentation des plus de soixante ans par rapport à la moyenne belge) dont l'âge moyen se situe à 41 ans. Globalement la part de la population active tend à diminuer.
La part de la population ayant un diplôme de l'enseignement supérieur de type court ou universitaire est de 6,33 % (pour 10,94 % à l'échelle belge) ce qui en fait un des taux les plus bas de Belgique.
La majorité des logements ont été construits avant 1980 et peu ont été rénovés depuis. 13 % des logements sont considérés comme relevant du Logement social et gérés par la Société Régionale de Logement. Les cités de Liers, Préalle haut et Vottem concentrent les populations les plus défavorisées.
Les villages et quartiers en dehors du centre urbain subissent un étalement urbain. Atteindre le cap des 40 000 habitants est un objectif de l'administration. Plutôt que d'opter pour une rénovation du centre-ville, l'administration communale a opté pour une stratégie de "colonies de peuplement" dans la périphérie.

### Démographie: Avant la fusion des communes
- Source: DGS recensements population

### Démographie: Commune fusionnée
En tenant compte des anciennes communes entraînées dans la fusion de communes de 1977, on peut dresser l'évolution suivante :
Les chiffres des années 1831 à 1970 tiennent compte des chiffres des anciennes communes fusionnées.
- Source: DGS , de 1831 à 1981=recensements population; à partir de 1990 = nombre d'habitants chaque 1er janvier[27]

### Justice et Sécurité publique
La ville de Herstal est une zone de police unicommunale, ce qui signifie que le conseil communal fait également office de conseil de police. Celle-ci a comme priorité de surveiller les quelque 147 km de voiries réparties sur le territoire et de veiller à la sécurité des biens.
Elle dépend du tribunal de première instance de Liège et du Procureur du Roi Danièle Reynders. La commune est également un canton judiciaire et possède son propre siège de Justice de Paix.
Les opérations de votes y sont réalisées par des moyens électroniques ce qui permet un dépouillement rapide aux différents scrutins.

## Histoire

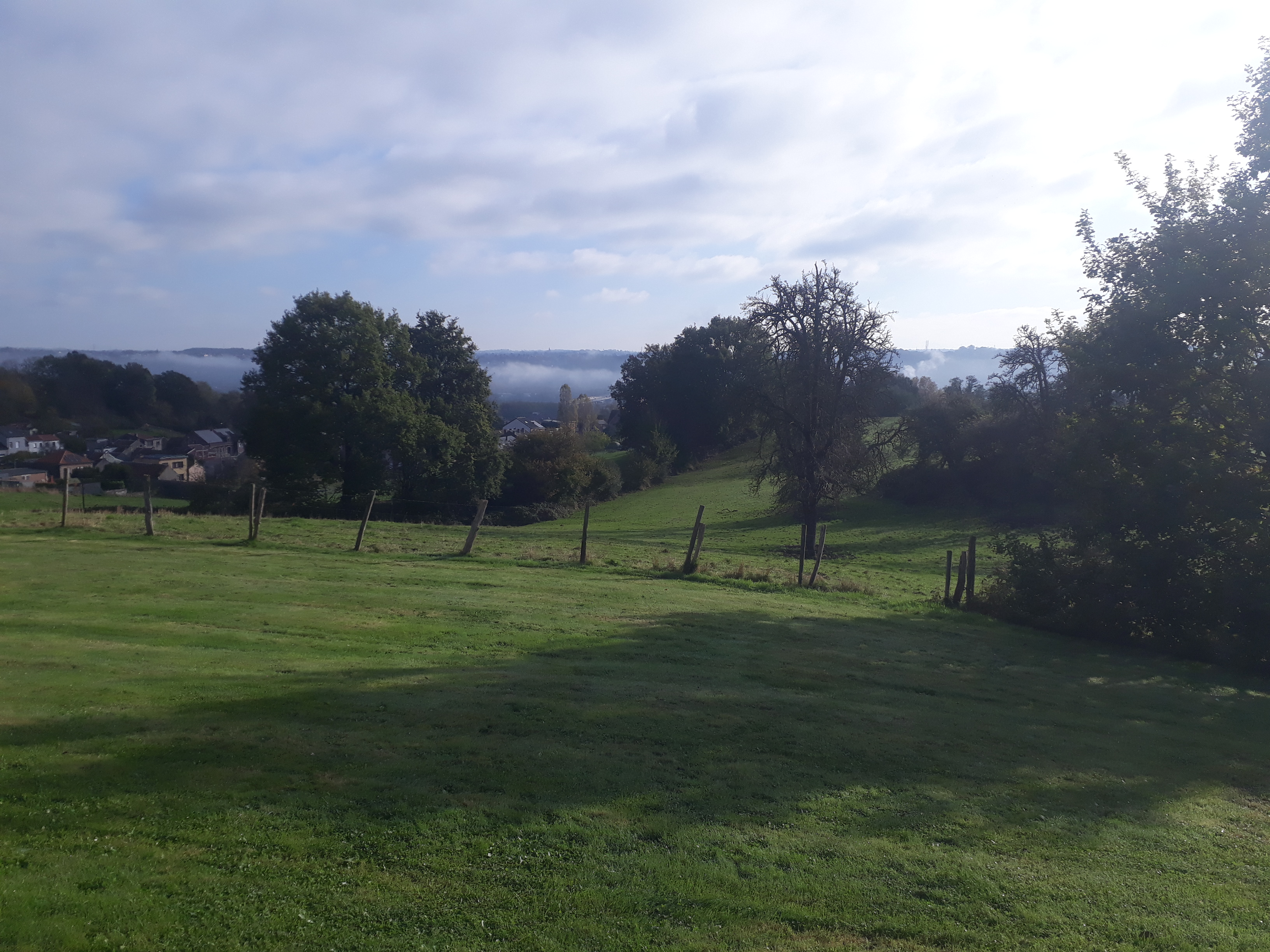
Pollution de l'air dans la vallée de la Meuse (usine Intradel à Herstal).

### Premier peuplement (vers 7000 av. J.-C. à 653)
Située en bord de Meuse, les premières traces d'occupation humaine remontent entre 7000 et 4500 av. J.-C. avec la civilisation dite Omalienne ou Civilisation rubanée.
 
Au cours des VIIe et VIe siècle av. J.-C., la Civilisation des champs d'urnes va s’implanter sur le territoire de Herstal. Des fouilles menées entre 1965 et 1966 au Pré Wigi (à ne pas confondre avec la rue Pré Wigy) vont révéler la présence d’une vaste nécropole. Ce peuple, par ailleurs parfaitement méconnu, pratiquait l’incinération des défunts. Les restes étaient mis dans une urne avant d’être enfouis avec divers objets (vaisselle et armes) dans une tombe plate.
Entre 450 et 50 av. J.-C., la civilisation de la Tène colonise les terres lourdes grâce à l’araire. Ce peuple de cultivateurs et d’artisans est conquis par les armées romaines de César.

### Époque romaine
Deux villae
Progressivement, et au départ du camp fortifié d'Atuatuca Tungrorum, civitas du peuple des Tongres et Municipium de la province romaine de Germanie inférieure - aujourd'hui Tongres - , la civilisation romaine va se répandre dans nos régions. Ainsi on a repéré les restes de 2 villae à Herstal : l’une près du lieu-dit « Pré-Wigi » et l’autre près du ruisseau du Hoyoux. Ces villae sont de véritables latifundia, vastes exploitations agricoles exploitées par une main d’œuvre servile.
Deux voies romaines
Deux voies romaines se croisent sur le territoire de Herstal : 
- l'une relie la civitas du peuple des Trévires, Augusta Treverorum, capitale de la Germanie supérieure, - actuellement Trèves -  à Tongres ;
- l'autre, secondaire, relie les villae de Liège, à celles de Herstal et de Haccourt, il est probable qu'elle se prolongeait le long de la rive gauche pour rejoindre Trajectum ad Mosam, aujourd'hui Maastricht, chaussée qui se prolonge jusqu'à Ulpia Noviomagus Batavorum, civitas du peuple des Bataves, - actuellement Nimègue -.

Enfin une villa rustica est repérée sur le territoire de l’actuelle Jupille-sur-Meuse.
Le gué de la Meuse
Devant Herstal, la vallée de la Meuse s'élargit fortement. Le débit se ralentit et les alluvions de la Meuse, grossie par l'Ourthe qui vient de la rejoindre, vont se déposer. Au fil des millénaires, la vallée est devenue peu profonde, et à la fin du printemps jusqu'au début de l'automne, il devient possible de traverser facilement le fleuve.
Le relais carolingiens de Herstal
Du mois d'octobre au mois de mai, il était impossible de passer le gué. Cette difficulté explique la nécessité d'avoir construit les deux palais carolingiens de part et d'autre de la Meuse. Si l'hypothèse de l'existence d'un pont romain n'est pas à rejeter (des pierres taillées ont été retrouvées dans les fondations des églises de Herstal et Jupille, les Carolingiens attendaient que le gué soit praticable pour rejoindre Aix-la-Chapelle ou partir en guerre en Neustrie.[réf. nécessaire]
Un tumulus
Les archéologues ont aussi découvert les restes d’un tumulus sur le lieu-dit « al tombe », dont ils supposent qu’il s’agit de la tombe du propriétaire de la villae située près du Hoyoux.
Apparition de la vigne
Autre legs important de la civilisation romaine dans le devenir de Herstal, l’édit de Probus qui en 282 « libéralise », comme on dirait de nos jours, la culture de la vigne (le même phénomène se rencontre le long du Danube mais avec une meilleure permanence) dans tout l’Empire. À partir de ce moment, la vinification devient une activité importante dans la région et ce jusqu’au XIXe siècle, l’industrialisation et le développement démographique achevant d’y mettre un terme.
Héristal
Et c'est dans les brumes de la fin de la période romaine puis du début de la période mérovingienne qu'apparaît Héristal, ancien nom de la ville, petite bourgade (fortifiée ?) située à l'intersection de la Meuse et de la Chaussée romaine de Tongres à Herstal - aujourd'hui appelée chaussée Brunehaut - qui relie la Meuse à Tongres, chef-lieu de la Civitas Tungrorum, où passe l'antique chaussée romaine de Bavay à Cologne et la Voie des Ardennes se dirigeant à travers le pays de Herve vers les Ardennes par un gué de la vallée de la Vesdre et la région d’Aix-la-Chapelle.

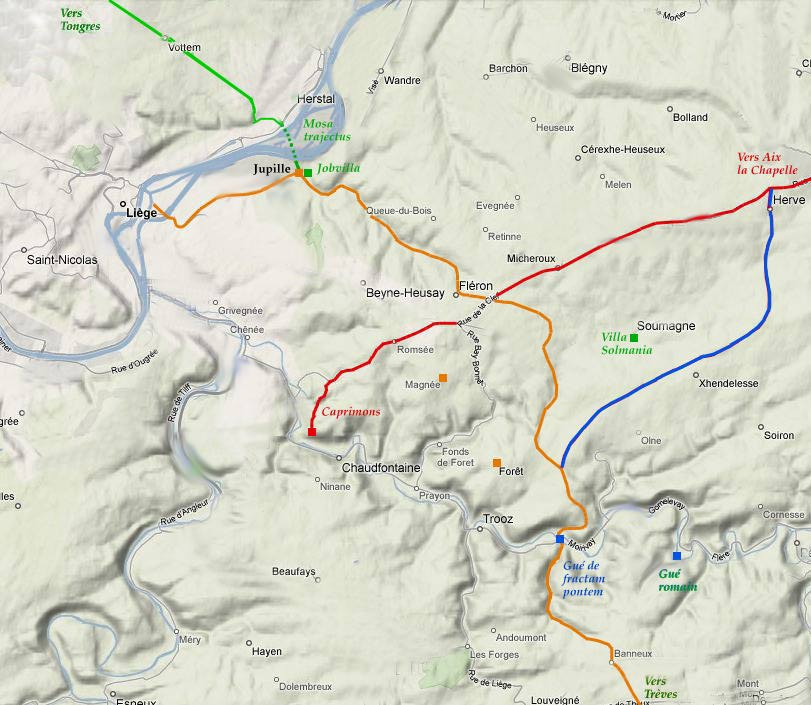
Carte des axes carolingiens, de la voie d'Aix à Herstal par le gué d'Herstal à Jupille, de la Voie des Ardennes et de la Voie des Hèvurlins (Hervien).

### Sous la dynastie carolingienne (vers 653 à 1096)
Heristal
La proximité des capitales Tongres et Maastricht du diocèse de Liège, mais aussi la topographie - le gué de la Meuse - , joueront sans doute en faveur de l’établissement d’un lieu de résidence principale des maires du palais d’Austrasie dont deux porteront de le nom de la localité : Pépin de Herstal et son fils Charles de Herstal, qui ne fut renommé Martel que tardivement. C’est aussi sous le « ministère » de Charles Martel que pour la première fois le nom d'Héristal est cité dans un diplôme de 723. Le nom est également employé pour désigner le lieu d'un miracle dans la Vie de Saint Lambert de 743 lorsque son corps est amené de Maastricht à Liège en 716.
Naissance de Charlemagne
Rien ne prouve que Charlemagne soit né dans le palatium, cela reste une possibilité parmi d’autres, mais il y fit onze séjours entre 770 et 784.
Cette présence carolingienne apporta aussi probablement un soutien au culte de saint Lambert et au développement à la ville de Liège.
Le palatium
La future ville se trouve bien située le long d’un axe commercial et militaire datant des Romains : la chaussée Brunehaut. Elle se trouve aussi à proximité de  villae carolingiennes et donc de sources d’approvisionnement pour le palatium, c'est-à-dire les fonctionnaires, serviles ou non, laïcs ou ecclésiastiques, nécessaires au bon fonctionnement de l'État et qu'il faut bien nourrir et distraire.
La notion de palais doit être précisée car, à l'époque, le palais est surtout une exploitation domaniale où le prince réside. Il s'agit donc plus d’une grande ferme fortifiée que d'une demeure luxueuse. Joris le situe sur la Licour, cependant aucune fouille n'a pu confirmer ou infirmer cette hypothèse.
On peut évaluer la surface du domaine du palatium à un peu plus de 2 500 ha, englobant les anciennes paroisses de Wandre, Vivegnis et Herstal. Elle comportait peut-être, sur l'autre rive, le domaine de Bolland, (630 ha), qui a continué à dépendre, sur le plan ecclésiastique et judiciaire, de la cour de Herstal. Il est malgré tout beaucoup plus petit que celui de Jupille-sur-Meuse d'environ 9 350 ha .
Charlemagne
C’est d'ailleurs à Herstal en 779 que Charlemagne édite un de ses plus importants capitulaires, le Capitulare Haristalense, un document qui organise le fonctionnement du royaume et tente de régler l'épineux problème des bénéfices. Il fut convenu que les biens ecclésiastiques seraient retenus par le prince qui les concéderait en viager à ceux de ses vassaux qui les occupaient déjà ; cependant on considérait que le bien était tenu en précaire de l'Église par le vassal, et, à ce titre, l'Église devait toucher un cens. Charlemagne prévoit en plus le paiement de la none à l’Église.
Les successeurs de Charlemagne
Les successeurs (Louis le Pieux, Charles II le Chauve et Charles III de France) passent encore à l’occasion à Herstal jusqu'en 920 environ. Le palatium est cependant pillé par les Normands en 881.
Lors du traité de Verdun en 843, Lothaire reçoit, outre la dignité impériale, une large bande de terre allant de la mer du Nord à la Méditerranée avec Aix-la-Chapelle et Herstal.
Le territoire de la villa semble avoir été largement boisé : dans un article du capitulaire de Quierzy en 877, Charles le Chauve se réserve l'usage de la forestis
- ex nostris palatiis (...) Aristallium cum foreste penitus excipitur[35]

Le démembrement du domaine
Sur les étapes du démembrement du domaine, peu de choses sont connues. Il semble que Vivegnis ait été cédé par Carloman en 743 au chapitre de Saint-Pierre de Liège. Par contre, Lothaire II concède la none de la villa au chapitre Notre-dame d'Aix-la-Chapelle en même temps qu'une cinquantaine d'autres domaines. À la fin du XIe siècle, quelques manses situées à Wandre, située sur la rive opposée, dans le comté de Liège, ont été données à l’évêque de Toul, tandis que deux manses sont transmises à l'abbaye de Chèvremont en 902. Enfin, l'église est cédée au chapitre Notre-Dame d'Aix par Otton III du Saint-Empire à la fin du Xe siècle.
Vraisemblablement concédé en fief au duc Gislebert de Lotharingie, comte de Maasgau, en 916, le domaine avait fait retour à Otton Ier du Saint-Empire après la défaite et la mort de ce turbulent dynaste à Andernach en 939.

### La seigneurie libre (1096 à 1740)

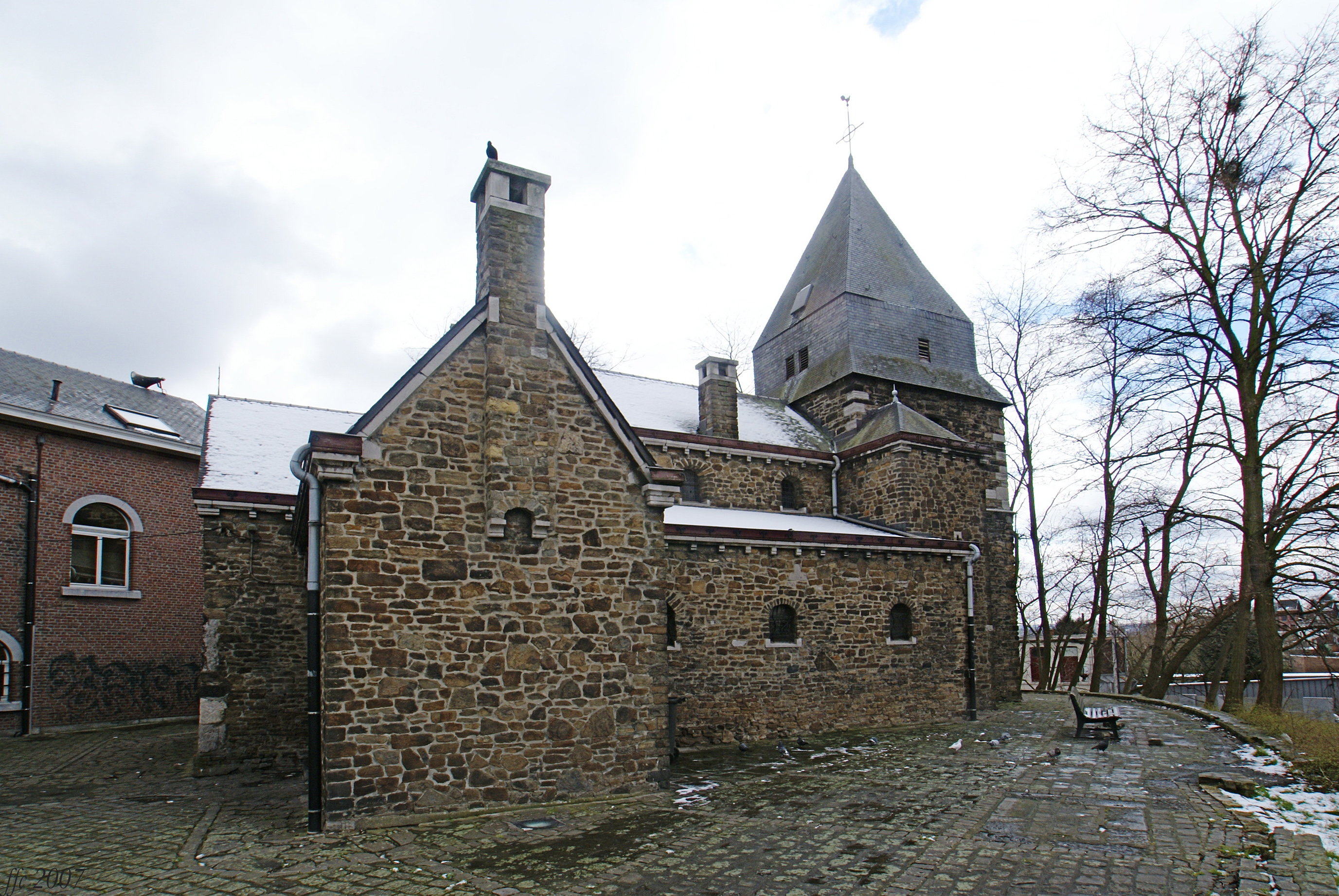
Chapelle Saint-Orémus, XIe siècle(?), restaurée en 1927.

Nous ne savons pas vraiment ce qu’il advint de Herstal après cette période. Nous la retrouvons en 1096 sous la domination du duc de Lothier, Godefroid Ier de Louvain, dit le Barbu, qui troque ce titre chargé d’histoire mais dépourvu de sens à l’époque pour celui de duc de Brabant. La situation de Herstal devient un peu particulière. Enclavée au sein des terres de la principauté ecclésiastique de Liège, elle dépend du duc de Brabant et donc échappe à la juridiction des princes-évêques. On comprend que ces derniers vont s’ingénier à mettre la main sur ce territoire.
En 1235, après la mort de Henry Ier de Brabant, la seigneurie devint l'apanage des fils puînés des Duc de Brabant. Cédé aux sires d'Oupèye, Herstal passa en 1435 au sire de Croy qui en 1444, transporta la seigneurie à Marie, épouse de Jean, Comte de Nassau. En 1546, ce fief est réuni aux domaines du prince de Liège.
Plus tard, la seigneurie comprise dans le duché de Basse-Lotharingie (Basse Lorraine) devient l'apanage des fils aînés des ducs de Brabant.
En 1546, Érard de La Marck doit céder à Charles Quint un territoire pour qu’il puisse y construire la forteresse de Mariembourg mais il n’obtient pas en échange la seigneurie de Herstal comme le disent certaines sources. Guillaume Ier d'Orange-Nassau, dit le Taciturne, légitime propriétaire de la terre ne se laisse pas faire et arrive à bloquer l'opération, du moins l'occupation liégeoise. Finalement un accord est trouvé, croit-on, en 1549. Le prince-évêque obtient la souveraineté sur la rive gauche, la rive droite (l'actuel Wandre) restant sous la souveraineté de l’Empereur. « Croit-on », car de fait le Taciturne refusera toujours d’honorer ce compromis et la cour de Bruxelles se gardera bien de l’y contraindre.
C'est sous un descendant du Taciturne, Guillaume III d'Angleterre que le culte protestant est autorisé (9 juin 1691).
Ce n'est qu’en 1740 que le prince évêque de Liège Georges-Louis de Berghes rachète au prix fort cette seigneurie à Frédéric II de Prusse. C'est à ce moment qu’Herstal fait partie de la principauté de Liège.

### Histoire moderne
Pour son eau potable, outre l'eau de la Meuse, du Rida et des biefs des moulins, Herstal avait pris soin d'incorporer le lointain hameau de Haren, avec des sources relativement abondantes, drainant la nappe phréatique de Hesbaye,. Une galerie amenait ses eaux vers Herstal, fin du XIXe siècle.
Le 5 août 1914, Bataille de Rhées
Le 6 août 1914, Prise du premier drapeau allemand
Le 7 août 1914, les 89e RI et 90e RI de l'armée impériale allemande y passent par les armes 27 civils et y détruisent 10 maisons lors des atrocités allemandes commises au début de l'invasion.

### Institutions d'Ancien Régime

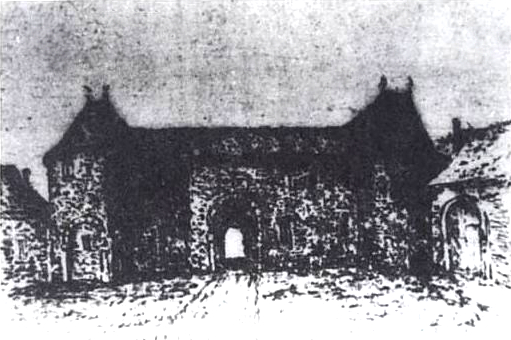
Vue de l'ancien château de Herstal en 1850, par Alexander Schaepkens, Seule subsiste encore la tour de gauche dite « Tour Pépin ».

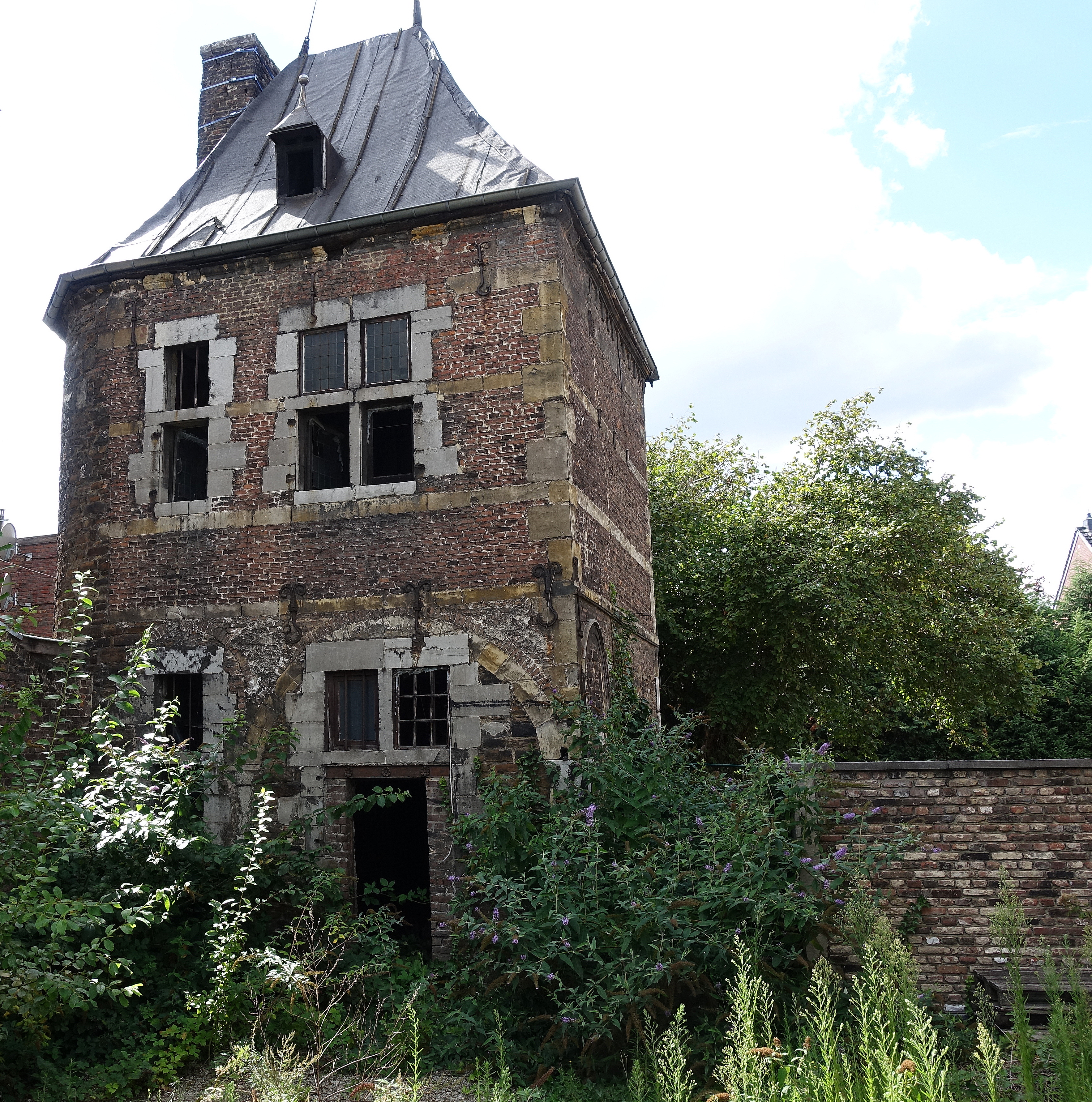
Tour Pépin

Herstal est une seigneurie libre, et une baronnie à partir des Hanxheller (entre 1558 et 1609), qui dépend de la cour féodale de Brabant pour les procédures d'appel mais dont la gestion quotidienne est confiée à un drossard chargé de garantir les intérêts, notamment fiscaux, du seigneur. Les seigneurs d'Herstal ont un droit de haute et de basse justice. Les exécutions et les châtiments corporels ont lieu en public sur la plaine de Pontisse.
Pour maintenir l'ordre, le seigneur peut compter sur les arbalétriers, les gardes bourgeoises, et les forestiers. Les forestiers ou sergents ont surtout une fonction de police, là où les autres peuvent avoir une fonction administrative et de prestige. C'est ainsi le cas des chefs des gardes bourgeoises qui sont consultés dans toute une série d'affaires relevant de la gestion de la seigneurie.
À partir de 1657, l'habitude se prend d'élire un conseil de régence dont les membres vont volontiers se parer du titre de bourgmestres et de députés. D'autre part, les membres de ce conseil ont vite fait d’omettre de se soumettre à l’élection et de considérer leur charge comme acquise à vie.
Enfin, trois fois par an, les plaids généraux sont réunis à la Licourt. Le peuple est censé y être assemblé pour qu'on rende justice et pour entendre les décisions administratives, mais en pratique les hautes charges sont systématiquement monopolisées par les quelques grandes familles herstaliennes (les Renotte, Namotte, Maisse, Lovinfosse, Closset) que l’on retrouve à la tête des cabarets, des fosses, des moulins et bien sûr des compagnies bourgeoises. Grandes familles qui de plus bénéficient d’un droit d’immunité qui leur garantit d’être jugées par leurs pairs.

### La population de l'an 1000 jusqu'au début duXIXe
La population apparaît en creux à travers des actes notariés, des registres de baptêmes ou de décès et à l'occasion de guerre ou d'épidémie.
Herstal est essentiellement une terre rurale jusqu'au début du XIXe, cependant on constate que le quartier de Coronmeuse se développe à partir du XIIIe grâce aux bateliers qui doivent y faire une halte avant d’entrer dans Liège et grâce aux ouvriers houilleurs. De nombreuses brasseries s'y implantent d’autant plus volontiers que la gabelle n’y est pas prélevée avant 1741. À côté de cette activité commerciale, l'autre grande activité non-agricole demeure la houillerie. Il est difficile de dater les débuts de l’exploitation de la houille dans la région (on parle communément du XIIe – XIIIe siècle). Ce qui est sûr, c’est que dès le XIVe, c'est devenu une activité suffisamment importante que pour nécessiter la création des Voirs Jurés, instance liégeoise toute puissante en matière de juridiction et de législation minière. À l'origine, le propriétaire de la terre est également propriétaire du sous-sol, ce qui facilite la multiplication des exploitations non sans faire courir des risques aux ouvriers.
Progressivement, les principaux maîtres des fosses vont se regrouper pour faire face aux investissements que nécessitent l’approfondissement des galeries de mine notamment le développement des machines d'Exhaure.
À côté de cette activité, Herstal se caractérise par le développement d'une industrie de quincaillerie et d’armement. Encore convient-il d'être prudent car il y a peu de traces de véritables manufactures d’armes à Herstal avant le XVIIe – XVIIIe siècles. Néanmoins l'activité métallurgique se développe vite, à tel point quelle représentera la plus grosse activité industrielle herstalienne au début du XIXe, devant la houillerie.
La principale activité des Herstaliens demeure cependant l'agriculture. À côté des champs céréaliers, on trouve des vergers, des vignes et du houblon. La pêche joue aussi le rôle d’appoint pour l'alimentation de la population avec des pêcheries le long de la Meuse et de son affluent La Laye.
La meunerie est également bien développée, profitant des nombreux cours d'eau qui se jettent dans la Meuse ou la Laye comme le  Rida ou rieu des Moulins qui descend du Patar, passe par l'actuelle place Jacques Brel (il suit donc l’actuelle rue des Meuniers) et atteint Laixheau où il se subdivise, l'un de ses bras rejoignant La Laye au Poncet (petit pont qui enjambait le Faurieu) et l’autre la Meuse en Licourt. Les moulins sont essentiellement des moulins à eau même si on connaît deux cas de moulins à vent en Marexhe et à Tillice.
Herstal rapporte peu à ses seigneurs et la vie des populations est loin d'être simple. La terre et les rivières sont aux mains de quelques propriétaires ; qu'ils soient des monastères (Vivegnis ou Prémontrés liégeois) ou des bourgeois ne change rien pour les paysans qui doivent travailler dur et dans des conditions pas toujours optimales pour nourrir leur famille. De loin en loin, les archives révèlent des mouvements de protestations.
Les épidémies n'ont pas non plus épargné la cité. Ainsi en 1520, les archives signalent une épidémie de peste. Durant le XVIIe, les registres paroissiaux portent souvent la mention « mort de la contagion » et les autorités édictent des ordonnances visant à isoler les malades.
De 1629 à 1785
Des séries à peu près continues de l'effectif de la population ont été reconstituées à partir du relevé annuel du nombre de bourgeois. En effet sous l'Ancien Régime, les habitants de la seigneurie de Herstal et de Wandre jouissaient du statut de bourgeois auxquels étaient attachés les privilèges de la Bulle d'Or de 1349. Toutefois ce droit de bourgeoisie n'était accordé qu'aux chefs de ménage résidant à Herstal ou Wandre depuis au moins 5 ans et qui s'acquittaient d'une taxe annuelle.
Quelques privilégiés échappaient au paiement du droit de bourgeoisie : les hommes de fiefs et les "arbalestriers". Les pauvres étaient exclus de la bourgeoisie.
Après une croissance soutenue de 1629 à 1720, la fin du XVIIe siècle est en proie à une longue stagnation entre 1670 et 1696. Malgré une brusque augmentation du nombre de bourgeois en 1697/1698, les effectifs demeurent constants jusqu'en 1740. Cette période représente quand même une augmentation de 56 %. Dès 1740, plusieurs catastrophes se succèdent : mauvaise récolte de 1739, crise industrielle de 1741, guerre de succession d'Autriche qui a la Basse-Meuse pour théâtre en 1746-1748, logements de militaires à Herstal en 1758-1759, et ruine de houillères.
Si les suicides semblent très rares, les meurtres sont beaucoup plus fréquents, on compte 5 cas à Herstal entre 1750 et 1757. Le milieu des houilleurs est connu par sa violence quotidienne, et redouté pour sa promptitude à la bagarre. La Justice réprime aussi la violence par la violence, Pierre Martini, de Herstal est décapité.
Pendant la décennie 1760, on observe une reprise qui correspond à une période de paix et de prospérité relative dans la houillerie et le travail des métaux. Après 1770, il devient difficile de cerner l'évolution, une désaffection se manifeste pour le droit des Herstaliens à l'égard du droit de bourgeoisie.
De 1755 à 1769, la population va augmenter de 1 % l'an et se maintenir jusqu'en 1785.

## Héraldique
|  | La commune possède des armoiries qui lui ont été octroyées le 21 octobre 1958. La description n'a pas été trouvée. Blasonnement : D'azur à l'Empereur Charlemagne, couronné et à cheval, brandissant de la dextre un glaive et tenant de la senestre un globe crucifère, le tout d'or - l'écu posé devant un saint Lambert, debout, mitré, en habits épiscopaux, tenant de la dextre un livre ouvert et de la senestre une crosse, le crosseron à l'extérieur, le tout d'or. Source du blasonnement : Heraldy of the World. |

## Vie politique

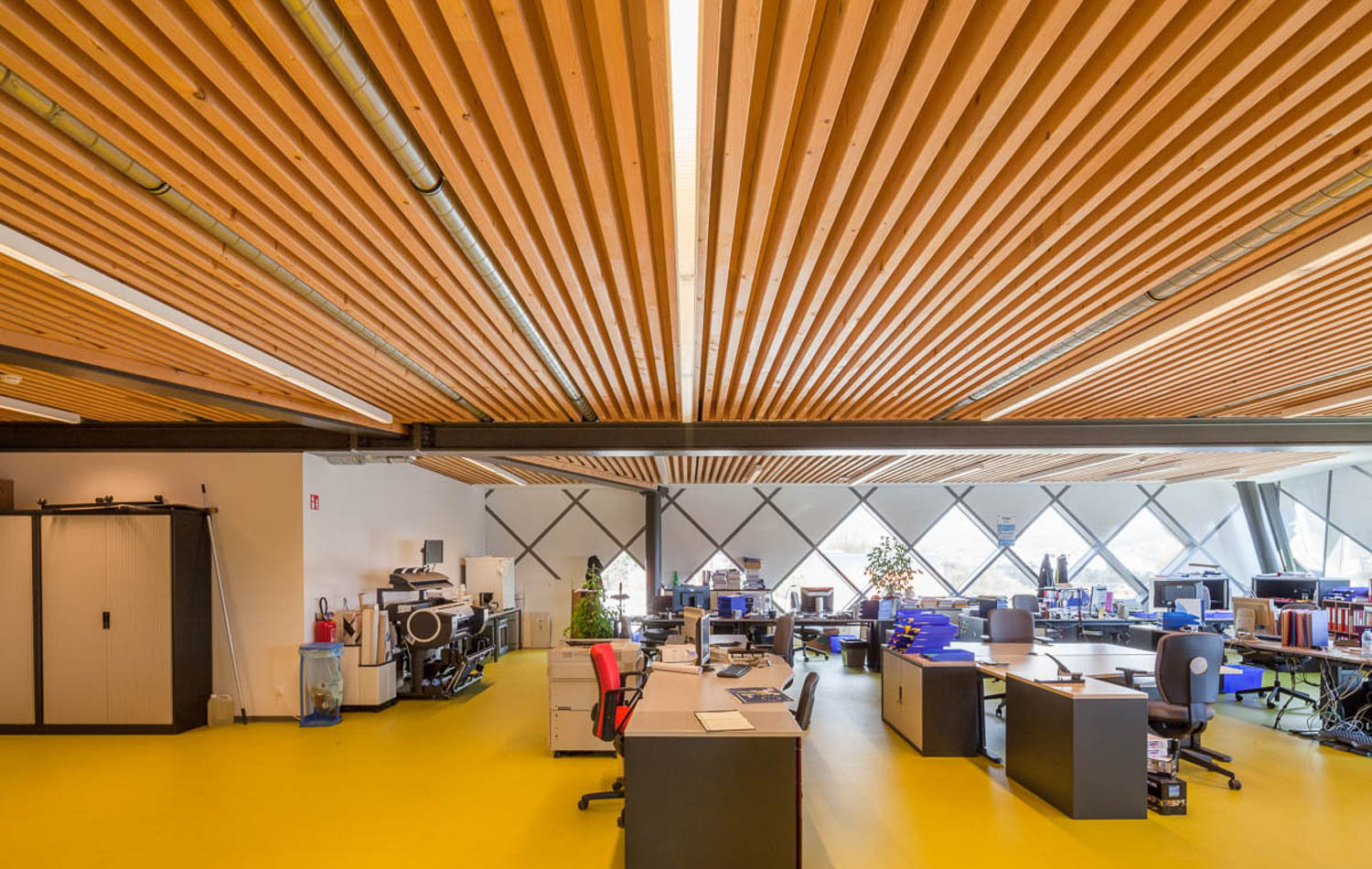
Hôtel de Ville de Herstal - vue intérieure.

### Les Bourgmestres de Herstal
Le bourgmestre actuel est Frédéric Daerden (PS).

### Élections  2006
Cinq partis ont déposé une liste pour les élections communales : Écolo - EPH - MR- PS - PTB. La formation EPH (Ensemble Pour Herstal) est un rassemblement de membres du CDH et des anciens élus communaux dissidents de ce même parti.
La campagne électorale est marquée par les dissensions au sein du PS qui voit s'opposer les partisans du Bourgmestre sortant Frédéric Daerden à ceux de l'échevin Léon Campstein. S'appuyant notamment sur les jeunes, les populations d'origine immigrée et un discours politique faisant valoir sa capacité à jouer un rôle de relais entre le local et le régional, le Bourgmestre s'impose. Parallèlement, et en profitant de l'opposition d'une partie de la population à l'accession au mayorat de Frédéric Daerden, les principaux partis d'opposition améliorent globalement leurs scores avec une belle progression du MR mené par la jeune tête de liste Jennifer Maus et la baisse d'Écolo.
Avec 50,86 % des suffrages, le PS conserve une majorité absolue qu'il décide néanmoins d'élargir à un partenaire. C'est le second parti de la commune qui est choisi : EPH. Sa tête de liste, André Namotte, obtient l'échevinat de la culture et du commerce. D'autre part, et en jouant la carte de l'apaisement, Frédéric Daerden maintient des compétences scabinales à son compétiteur lors de l'installation du collège communal.
| Parti     | Résultat % | Diff. 2000 | Siège | Diff 2000 | Chef de Groupe                |
| --------- | ---------- | ---------- | ----- | --------- | ----------------------------- |
| PS        | 50,86      | -1,14      | 20    | -1        | Albert Crépin                 |
| EPH (PSC) | 18,99      | +2,59      | 6     | +1        | Norbert Weytjens              |
| MR (PRL)  | 14,14      | +3,24      | 4     | +1        | Jennifer Maus                 |
| PTB       | 9,38       | +2,18      | 2     | 0         | Nadia Moscufo                 |
| ECOLO     | 6,62       | -2,28      | 1     | -1        | Anne-Marie Meunier-Balthasart |

### Élections  2012
Sept partis ont déposé une liste pour les élections communales : Écolo - PS - EPH - MR - PTB - FDF - Wallonie d'abord.
La formation EPH (ensemble pour Herstal) est un rassemblement de membre du CDH et des anciens élus communaux dissidents de ce même parti.
La campagne électorale est dominée par la gestion des déchets et la contestation des dépenses dites de prestiges, en particulier celles relevant des avantages en nature attribués aux membres du Collège et celles liées à la construction du nouvel hôtel de ville, votées par la majorité.
Le PS opte pour une campagne hyper-personnalisée autour de la figure du Bourgmestre sortant Frédéric Daerden et annonce publiquement, avant les élections, la reconduction de l'accord de majorité qui le lie à EPH. La tête de liste socialiste prend cependant soin de laisser la porte ouverte à un éventuel changement de partenaire en cas de défaite trop lourde du parti de l'Echevin Namotte, visant par là une possible alliance avec le MR.
La cheffe de file de ce dernier s’engouffre dans ce qu'elle considère comme une brèche et opte pour une campagne visant à remporter les voix des mécontents qui, en 2006, avaient pu se porter sur EPH alors premier parti d'opposition et à se positionner comme l'alternative au partenaire du PS.
Mais le PTB profite de l'atonie des deux autres partis de l'opposition en début de campagne pour reprendre des thèmes développés soit par le MR (baisse de la taxation et avantages en nature), soit par Ecolo (avantages en nature également, pollution de l'air). Cette stratégie d'opposition tous azimuts couplée à une campagne dynamique explique sans doute le succès du parti d'extrême gauche qui avait cependant déjà su profiter 12 ans plus tôt de la précédente réforme de la perception de la taxe immondice pour envoyer ses premiers conseillers communaux.
Finalement, avec 51,06 % des suffrages, le PS conserve sa majorité absolue et gagne même quelques voix mais échoue de peu à récupérer le siège perdu en 2006. Dans le même temps, EPH est le grand perdant avec une baisse de 5,27 %, ce qui n'empêche pas la reconduction de l'accord de majorité signé avant les élections entre le PS et ce dernier. Le PTB +, une formation d'extrême gauche, réalise une bonne performance qui lui permet de doubler le nombre de ses élus grâce à un gain de 4,60 %. Le MR qui avait créé la surprise lors des élections précédente subit une défaite relative, -2,46 %, qui ne modifie pas sa représentation (bien qu'un élu MR ait fait défection au début de la mandature précédente réduisant dans les faits le nombre de conseillers libéraux à 3 au lieu des 4 initiaux) mais démontre sa difficulté à gagner des voix au-delà de son électorat traditionnel.
Le parti Ecolo stagne malgré la présence du député fédéral Éric Jadot sur sa liste et des thèmes de campagne apparemment plus favorables (gestion des déchets, pollution de l'air, cadre de vie).
Enfin le FDF et le parti d'extrême-droite Wallonie d'abord échouent à représenter une force politique au sein du conseil.
| Parti                  | Résultat % | Diff. 2006 | Siège | Diff 2006 | Chef de Groupe   |
| ---------------------- | ---------- | ---------- | ----- | --------- | ---------------- |
| PS                     | 51,06      | +0,20      | 20    | -         | Albert Crepin    |
| PTB                    | 13,99      | +4,60      | 4     | +2        | Nadia Moscufo    |
| EPH (PSC)              | 13,72      | - 5,27     | 4     | - 2       | Norbert Weytjens |
| MR (PRL)               | 11,68      | - 2,46     | 4     | -         | Adrien Croisier  |
| Indépendant (ex ECOLO) | 6,50       | -0,13      | 1     | -         | Éric Jadot       |

### Élections 2018[61]
Six partis ont déposé des listes : MR - Vert Herstal - PTB - PP - Défi - PS H.
La campagne se déroule avec en toile de fond le scandale « Publifin » et, de façon plus générale, une critique du mode de fonctionnement de la démocratie belge. Les scandales à répétition qui mettent en évidence l'affairisme de certains mandataires, notamment socialistes, en Wallonie et à Bruxelles incite l'USC de Herstal à accepter un cartel avec EPH. Finalement, une liste PS H est déposée regroupant six candidats issus de feu la liste EPH et l'ancien député fédéral écolo Eric Jadot qui, élu au conseil communal en 2012, avait quitté son parti en milieu de mandature.
Sur le plan programmatique, le PTB réussit, une fois de plus, à imposer son discours en ciblant la concession de la gestion des parkings du centre-ville à une société privée et en réclamant le retour de la gratuité. Cependant tant le PTB, par la voix de son porte-parole national Raoul Hedebouw, que le MR ne cachèrent pas leur volonté de s'allier avec la liste PS H si la situation le leur permettait.
Finalement, si, avec 49,01 %, les socialistes et leurs alliés arrivent à maintenir une majorité absolue, ils perdent tout de même un siège supplémentaire par rapport au nombre de sièges occupés par le seul groupe socialiste. Ce reflux est plus marqué si on se souvient que la liste est un cartel avec les élus EPH (soit encore 14 % des suffrages six ans plus tôt) et que la coalition occupait 24 sièges au sein du conseil communal précédent ; il y a donc une perte de 5 sièges. Si les socialistes arrivent à se maintenir, c'est au prix d'une victoire à la Pyrrhus et non sans constater que certains ténors perdent des plumes dans la bataille tandis que l'échevin sortant Stéphane Ochendzan s'impose comme le troisième meilleur score en voix de préférence derrière le Bourgmestre sortant Frédéric Daerden et la tête de liste PTB Nadia Moscufo (un enjeu subsidiaire des élections communales étant la réorganisation du Collège qu'impose une exigence accrue de mixité qui devrait permettre à trois élues de siéger comme Échevines). Dans le même temps, les candidats issus d'EPH ne déméritent pas améliorant dans l'ensemble leurs voix de préférences.
À l'inverse, le PTB est le grand vainqueur engrangeant encore 10 % par rapport à son résultat précédent. Il s'installe comme la deuxième force politique d'un conseil communal qui bascule plus clairement à gauche que jamais.
Ecolo, qui se présentait à travers une liste citoyenne Vert Herstal, parvient à revenir au conseil communal en occupant deux sièges, mais il reste en deçà de ses scores de la dernière décennie du siècle précédent.
Le PP, parti populaire, décroche, avec 5 % des suffrages, un siège et fait son entrée au conseil.
Enfin, le MR est incontestablement le grand perdant puisque, s'il ne perd au fond que 2,77 % des suffrages, sa représentation au conseil est divisée par deux et il risque de devoir dorénavant faire attention sur sa droite dans une ville dominée par un électorat marqué à gauche (73,5 % au total si on additionne le PS H et le PTB).
Défi (ex-FDF) ne parvient pas à décrocher de siège.
La sanction est cependant plus claire au niveau des élections provinciales où le PS perd 12,96 % et voit le PTB rafler un quart des suffrages avec 25,72 %. MR et CDH perdent également de façon significative tandis qu'Ecolo, qui doit composer avec Vega, gagne un modeste 1,57%.
À noter que l'effet dévolutif de la case de tête, encore partiellement appliqué lors des élections de 2012, a complètement disparu.
| Parti        | Résultat % | Diff. 2012 | Sièges | Diff. 2012 |
| ------------ | ---------- | ---------- | ------ | ---------- |
| PS H         | 49,01      | -          | 19     | (+19)      |
| PTB          | 24,49      | + 10,5     | 9      | + 5        |
| Vert Herstal | 9,20       | -          | 2      | (+2)       |
| MR           | 8,91       | -2,77      | 2      | - 2        |
| PP           | 5,18       | -          | 1      | (+1)       |

### Conseil et collège communal 2024-2030
Ci-dessous, le tableau des résultats des élections communales de 2024.
| Parti | Parti        | Voix (2024) | Voix (2018) | % (2024) | % (2018) | +/-     | Sièges  | +/- | Collège |
| ----- | ------------ | ----------- | ----------- | -------- | -------- | ------- | ------- | --- | ------- |
|       | PTB          | 6.177       | 5.096       | 31,29%   | 24,49%   | 6.8 %   | 11 / 35 | 2.0 | Non     |
|       | MR           | 4.130       | 1.854       | 20,92%   | 8,91%    | 12.01 % | 7 / 35  | 5.0 | Oui     |
|       | PS-H         | 9.432       | 10.197      | 47,78%   | 49,01%   | 1.23 %  | 17 / 35 | 2.0 | Oui     |
|       | Vert Herstal | -           | 1.914       | -        | 9,20%    | 0.0 %   | - / 35  | 2.0 | Non     |
|       | PP           | -           | 1.078       | -        | 5,18%    | 0.0 %   | - / 35  | 1.0 | Non     |
|       | DéFI         | -           | 667         | -        | 3,21%    | 0.0 %   | - / 35  | 0.0 | Non     |
| Total | Total        | 19 739      | 20 806      | 100 %    | 100 %    |         | 35      |     |         |

| Collège communal   |                        |                               |
| ------------------ | ---------------------- | ----------------------------- |
| Bourgmestre        | Frédéric Daerden       | PS - Parti Socialiste-Herstal |
| 1er Échevine       | Bernadette Vandenbergh | MR                            |
| 2e Échevin         | Jean-Louis Lefèbvre    | PS - Parti Socialiste-Herstal |
| 3e Échevin         | Stéphane Ochendzan     | PS - Parti Socialiste-Herstal |
| 4e Échevin         | Thierry Willems        | PS - Parti Socialiste-Herstal |
| 5e Échevine        | Sylvia Spagnoletti     | Parti Socialiste-Herstal      |
| 6e Échevin         | Raphael Da Cas         | MR                            |
| Présidente du CPAS | Bojana Visic           | Parti Socialiste-Herstal      |

### Déclaration de politique générale 2012-2018
Rendue obligatoire par le Code de la démocratie locale, la déclaration de politique communale doit informer le Conseil des principaux projets politique du Collège pour la durée de la mandature. La Déclaration herstalienne mélange des projets déjà en cours et non finalisés (sans que les causes de ce retard ne soit nécessairement explicitées) à des initiatives nouvelles. C'est par ailleurs, comme ce qui se constate dans les autres communes, un mélange d’évocation de principes généraux et de projets concrets. Fondamentalement, elle s’inscrit dans la continuité de la précédente mandature et poursuit voir approfondit la volonté mayorale (qui se base sur le modèle ansois qui avait fait la fortune politique de Michel Daerden) de miser sur une amélioration de l'image de la ville par une politique de construction/rénovation afin d'en stopper le déclin et de favoriser le retour d'une population plus aisée. À côté de la concrétisation annoncées des différents chantiers initiés dans le bas de la ville, nous en retiendrons la création d'un échevinat de l'égalité des chances (il s'agit d'une compétence supplémentaire confiée à l'Echevine Thomsin), la volonté d'agrandir un Musée communal réorienté autour de la personnalité de l'Empereur Charlemagne (un projet datant de 2006 en fait) ainsi que la création d'un musée des industries de Herstal en partenariat avec la fabrique d'armement FN Herstal mais également le souhait d'objectiver les interventions de voiries et la volonté de créer des espaces verts dans le centre-ville. L'environnement, et en particulier les dépôts clandestins, est également l'objet d'une attention particulière avec l'annonce de l'engagement de 12 cantonniers qui seront chargés de veiller au retour de la propreté public dans une ville où cette problématique est régulièrement épinglée. Elle ne donne par contre aucune piste concrète d'économie alors que le budget communal 2013 voté lors de la même séance affiche un mali de 300.000,00 EUR. La Déclaration a été acceptée lors de la séance du 31 janvier 2013 par 24 voix pour (PS et EPH) et 8 abstentions (MR/PTB/Ecolo). L'opposition ne contestant pas réellement ce projet.

### Budget
Le budget de la ville de Herstal en 2015 s'élève à 72 000 000 euros. Comme pour la plupart des communes wallonnes, les recettes sont issues des additionnels à l'Impôt des Personnes Physiques, au précompte immobilier (41,10 % des recettes), de la dotation du fonds des communes (23,10 %) et de recettes fiscales liées à l'activité économique (12,63 %), le supplément est composé grâce au recours à des subsides et à l'emprunt. Les dépenses concernent principalement des frais de personnel et de fonctionnement (+/- 60 %) ; en travaux de voirie et d'égouttage ainsi qu'en un vaste projet de rénovation urbaine dans le bas de la commune financé en partie par des fonds européens dans le cadre du Fonds européen de développement régional (Feder).
Ce budget se caractérise par la prévision d'engagement de personnel - pour compenser des départs à la retraite et renforcer, notamment, le service des sports - et donc une augmentation des dépenses récurrentes tandis que l'extraordinaire diminue grâce à une réduction de l'inscription de dépenses dont le Collège sait à l'avance qu'elles ne seront pas liquidées durant l'exercice. Finalement le budget présente un bonus de 300 000 €.

### Infrastructures publiques
La commune de Herstal doit à son riche passé industriel et à l'importance de sa population de bénéficier de nombreuses infrastructures publiques dont :
- Bureau des Contributions ;
- Justice de Paix cantonale ;
- Trois gares voyageurs et une gare marchandise ;
- Quatre sorties d'autoroutes ;
- Deux infrastructures hospitalières (clinique André Renard et polyclinique du Château Rouge) ;
- Crèche communale ;
- Piscine communale ;
- Hall omnisports « Émile Muraille » ;
- Maison de l'Emploi de la Basse-Meuse.

À cela s'ajoute une offre scolaire importante des quatre pouvoirs organisateurs (Fédération Wallonie-Bruxelles, provincial, communal et libre) couvrant les besoins des classes de la maternelle à la fin du secondaire dans les principales options disponibles.

### Jumelages
| Ville | Ville       | Pays | Pays        |
| ----- | ----------- | ---- | ----------- |
|       | Castelmauro |      | Italie      |
|       | Fécamp      |      | France      |
|       | Kilmarnock  |      | Royaume-Uni |
|       | Mieres      |      | Espagne     |

## Patrimoine et culture

### Patrimoine architectural et sites
Liste du patrimoine immobilier classé de Herstal

#### Arbres remarquables
Après la démolition du Moulin Bouquette à Vottem, on a planté, vers 1970, un séquoia géant (circonférence: 3,5 m en 2021) à l'endroit même du moulin.

#### Lieux de culte
- Église Notre-Dame de la Licourt. On y trouve quelques éléments remontant à l'époque carolingienne et une chaire de vérité du XVIIe.
- Église Saint-Lambert.
- Église de la Vierge des Pauvres.
- Église de Notre Dame du Bon Secours.
- Église de l'Immaculée Conception.
- Église Saint-Étienne.
- Église Saint-Hubert.
- Église Saint-Rémy.
- Chapelle Saint Lambert  dite chapelle Saint-Orémus. L'une des plus anciennes de la région datée du XIe[note 13].
- Chapelle du Bouxthay (en ruine).
- Temple protestant. Particularité intéressante : les maisons du « carré », délimité par les rues du Temple, Jean Vercheval et Large Voie, communiquent par une vaste cour centrale, où se rejoignent l'arrière du Foyer et du Temple protestant (lieux de vie de la communauté protestante de Herstal).
- Mosquée turque.
- Temple du culte antoiniste, 81 rue Émile Tilman[71], dédicacé en novembre 1917.

### Art et culture

#### Culture

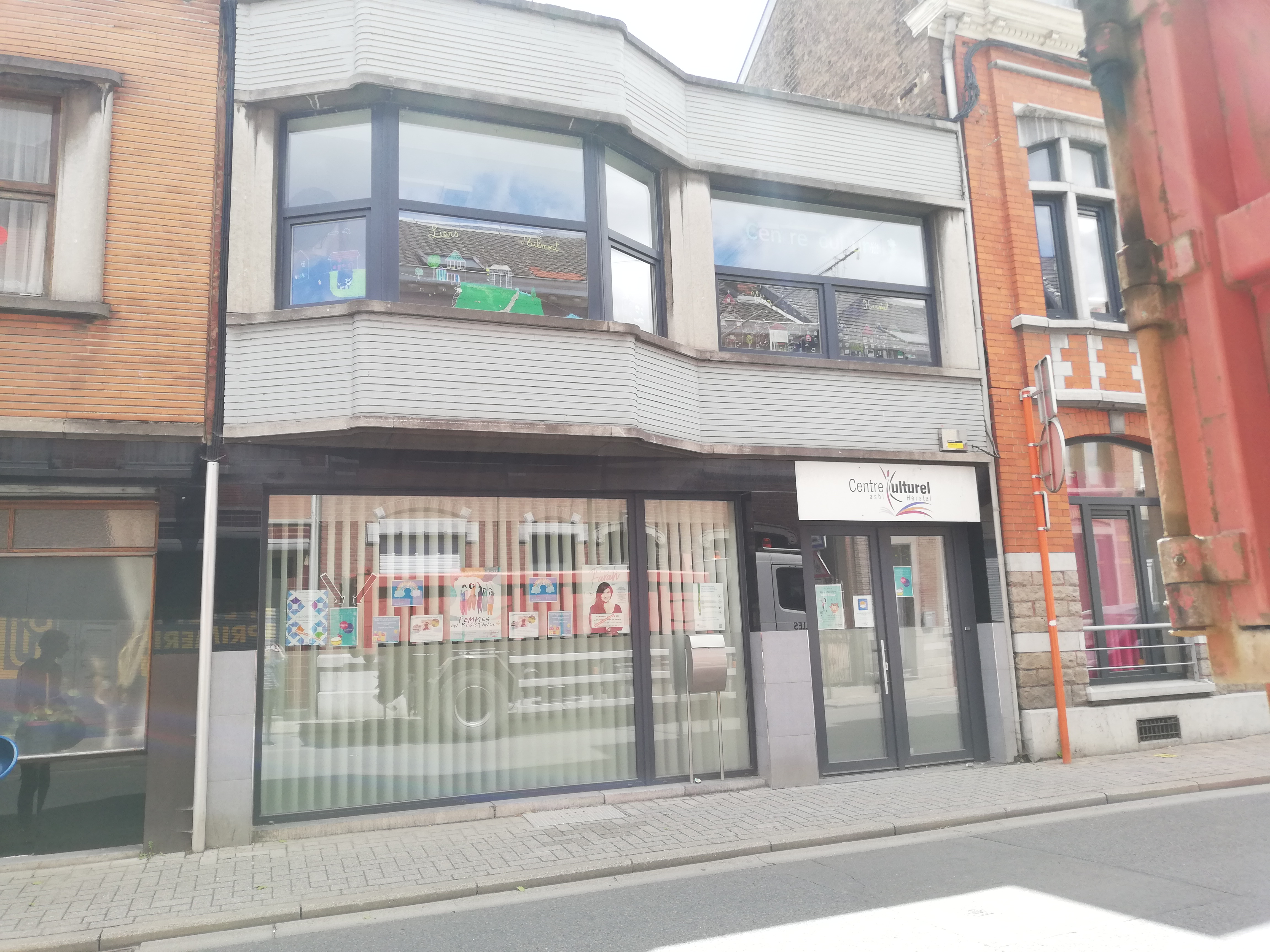
Centre culturel de Herstal, situé rue Large Voie 84.

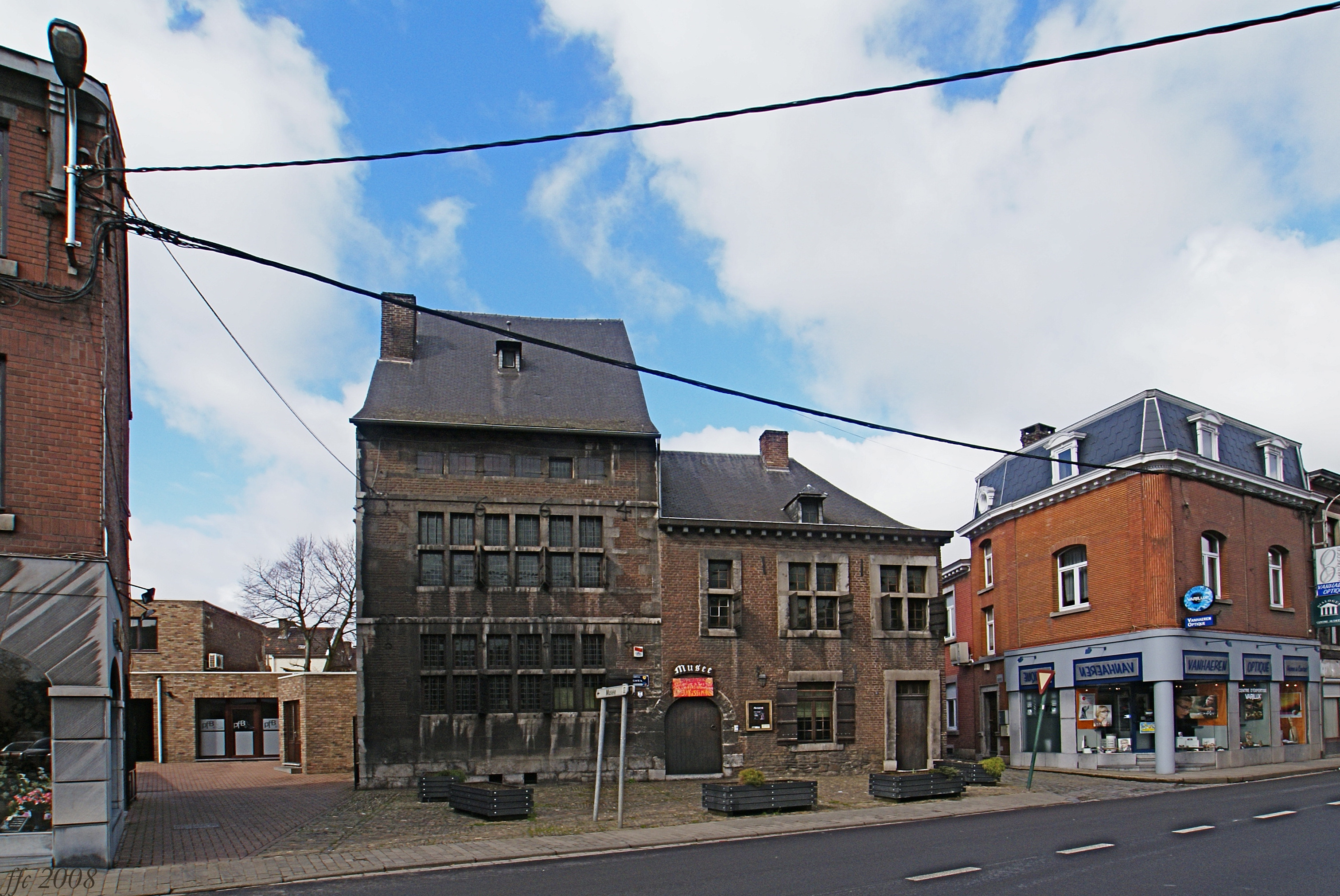
Musée communal.

- Centre culturel de Herstal, reconnu par la Fédération Wallonie-Bruxelles depuis décembre 2019.
- Musée communal : bâtiment du XVIIe siècle de style mosan, le bâtiment ainsi que la cour avant faite par la famille avec de petits galets venant de la Meuse est classé. Musée généraliste retraçant l'histoire de la commune. Sis dans une ancienne (1664) maison bourgeoise dite « Maison de Lovinfosse ». La bâtiment abrite également l'Office du Tourisme créé en 2020.
- La tour dite la « Tour Pépin » : reste de l'ancien château des Hanxheller improprement attribué aux restes du palais pippinide.
- Musée Saroléa : musée sis dans les anciennes usines du même nom et orienté sur l'histoire industrielle.
- Musée de la Fraise : musée sis dans l'ancienne administration communale de Vottem.
- Académie de Musique, créée en 1923 qui dispense des cours de formation musicale, d’instruments divers, d’art de la parole et de théâtre[72].
- Bibliothèque communale « René Henoumont », la commune dispose également de bibliothèques décentralisées : Milmort, Les Monts, Vottem et Wauters[73].

- La commune possède sept centres de délassement pour pensionnés devenus Maisons Intergénérationnelles et intégrées dans le Plan de Cohésion Sociale subsidié par la Région Wallonne.

#### Confréries
- La confrérie de la Fraise.
- Les Compagnons de Charlemagne.
- Les Filles de Berthe.

## Économie et commerce

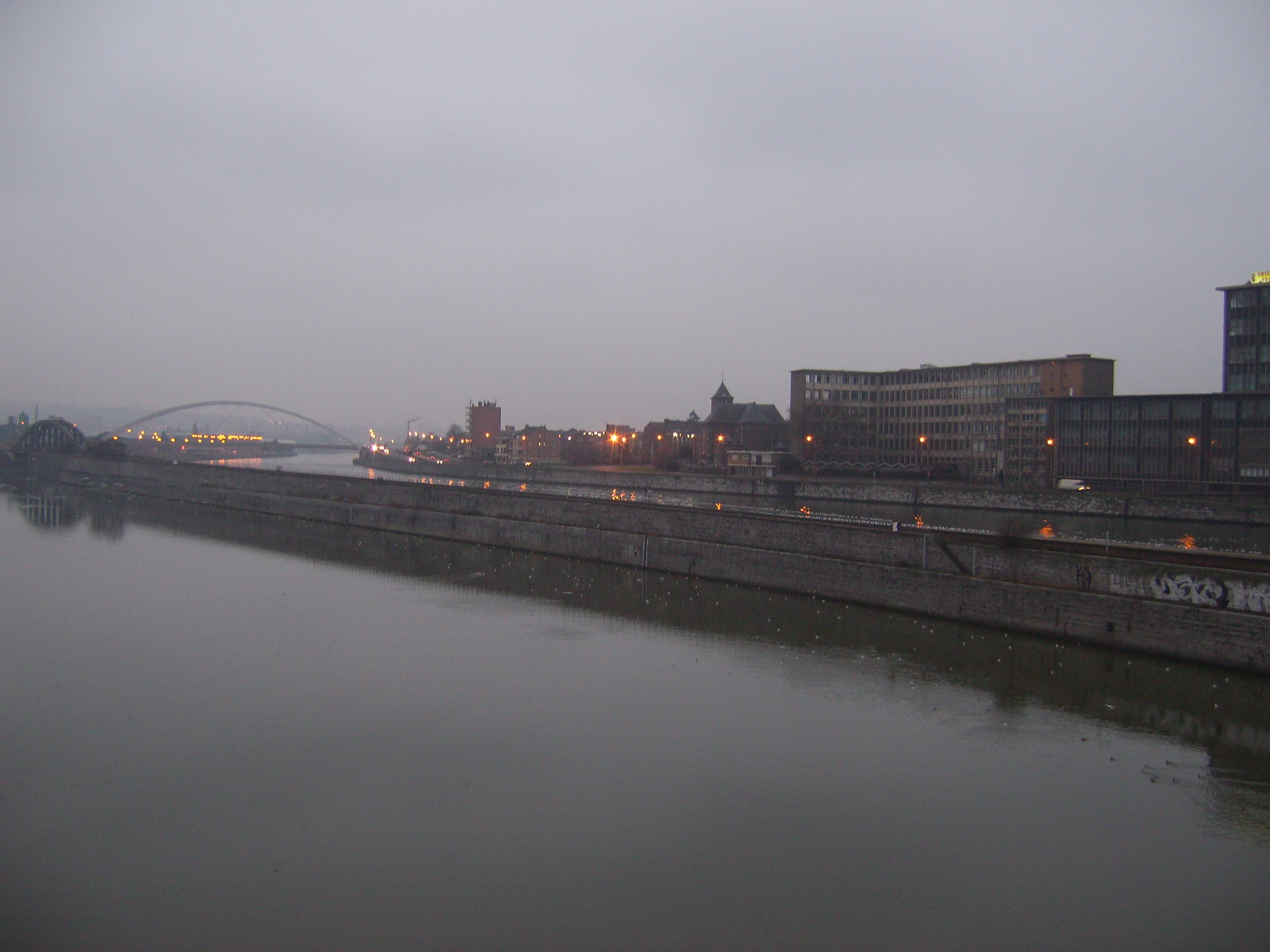
Herstal, Œuvre propre de Ruben Alexander.

L'industrie manufacturière représente la part la plus importante de l'activité économique de la commune (61,6 % en 2005) suivie du commerce (19,3 % en 2005).
Les pôles principaux de l'économie herstalienne sont le parc industriel des Hauts-Sarts pour l'activité industrielle, le plus grand de Wallonie[source insuffisante], et le complexe commercial "Basse-Campagne", sur le site dit du Pré Wigy, pour le commerce. Ces deux pôles sont en croissance constante tandis que les petites surfaces commerciales et industrielles situés au centre ont souvent été abandonnées ou déclassifiées.
Herstal est également le siège de la FN Herstal, principale usine d'armement du pays. Cette entreprise qui était un des principaux employeurs de la commune jusque dans les années 1980 n'emploie plus qu'environ 600 personnes.

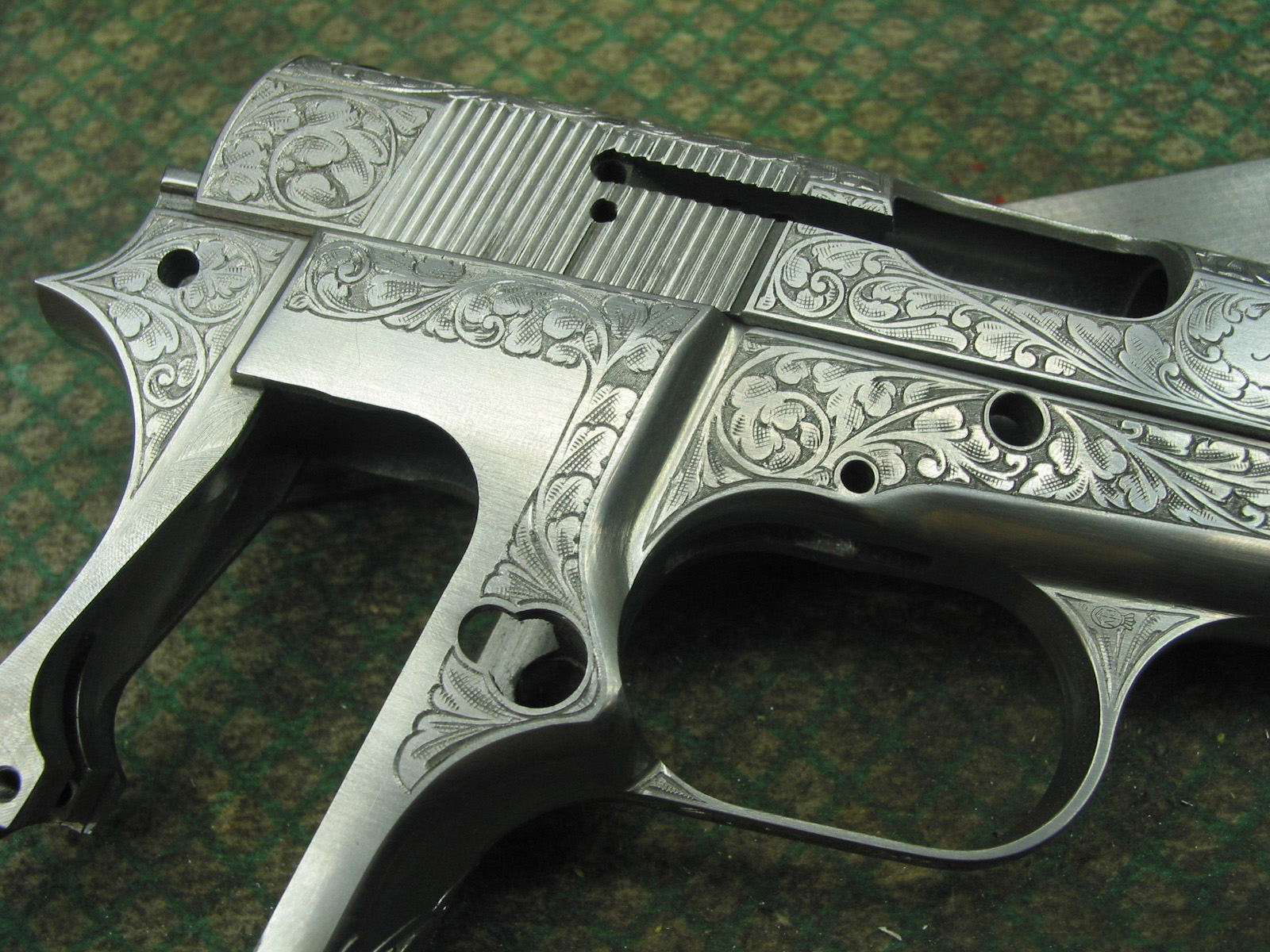
Gravure d'art sur la carcasse d'un pistolet FN GP35.

Herstal fut un grand centre de production motocycliste, puisque trois constructeurs de motos y cohabitaient : FN, Saroléa et Gillet Herstal.
Deux marchés hebdomadaires s'y tiennent, l'un le mardi place Gilles Gérard (ancienne commune de Vottem) et l'autre le jeudi, place Jean Jaurès. Ce dernier marché est considéré comme le deuxième en importance de la Province de Liège[source insuffisante][pertinence contestée].
En 2016, Herstal a lancé la procédure de création d'un SCDC (schéma communal de développement commercial). Son adoption fut définitive en mai 2018. Après une phase de diagnostic, une stratégie et un plan d'actions ont été établis : celles-ci visent une croissance raisonnée du pôle commercial Basse-Campagne et à pour but de faire du centre de Herstal un spécialiste HoReCa[Quoi ?].

## Sports et vie associative

### Sport et infrastructures
La commune compte plusieurs infrastructures sportives, notamment le hall omnisports Michel-Daerden, le complexe sportif Émile-Muraille et de la piscine communale, mais aussi l'espace Jean-Namotte à La Préalle, l'espace Axel-Witsel à Vottem, le parc des Armuriers dans le quartier Marexhe, la plaine de jeux de l'espace Marexhe et la plaine de jeux Ida Fassotte à Liers.
La commune comporte également le hall omnisports La Préalle, où évolue le HC Herstal/Trooz, club de handball et le Turcs Herstal, club de futsal. Dans ce hall, s'est déroulée notamment la finale de la Coupe de Belgique de handball 2011

#### Clubs sportifs
- Football ;
  - FC Herstal.
- handball :
  - HC Herstal ;
  - JS Herstal ;
  - EP Herstal.
- Futsal :
  - Turcs Herstal.

##### Anciens clubs
- handball :
  - HC Herstal : HC Herstal d'origine disparu, Champion de Belgique en 1991 et deux fois vainqueurs de la Coupe de Belgique en 1992 et en 1996 ;
  - HC Inter Herstal, Champion de Belgique en 1971 et deux fois vainqueurs de la Coupe de Belgique en 1967 ;
  - AA Herstal puis AA Vottem.

- basketball :
  - I.H.B.C inter herstal basket club.
- Football :
  - Royal Milmort Football Club 2008.

## Personnalités
- Le graveur Léonard Jéhotte (Herstal 1772 - Maestricht 1851).
- Le graveur Arnold Jéhotte (1789-1836), frère de Léonard Jéhotte, né à Herstal.
- Henri Forir (wa) (1784-1862), écrivain wallon.
- L'architecte Jean-Charles Delsaux (Herstal, 1821 - Uccle, 1893).
- Le poète wallon Jean Lamoureux meurt à Herstal en 1918.
- Le peintre Richard Heintz (Herstal 1871 - Tohogne 1929)[77].
- Jean Dessard (wa) (1re moitié du XXe siècle), armurier et écrivain wallon.
- Marcelle Lacroix-Flagey (Herstal, 1900-1999), artiste, peintre cartonnière
- La peintre Fanny Germeau (Herstal, 1911 - Liège, 2011)[78].
- Le dessinateur et scénariste Greg résida et fit ses études secondaires à Herstal.
- Le boxeur Kid Dussart, né en 1921, meurt à Herstal en 2002.
- L'écrivain René Henoumont (Herstal, 1922 - Steenkerque, 2009) situe une partie de l'action de certains de ses romans dans le quartier de la Préalle.
- Le politicien José Happart, né à Chertal en 1947 qui faisait jadis partie de Herstal, et où son père exploitait une ferme
- Le politicien Jean-Marie Happart (PS), nommé dans des scandales de corruption, né à Chertal en 1947
- Le géographe Jan Nyssen (Fouron-Saint-Martin, 1957) habite dans le village de Vottem.
- José Gietka (né en 1959) peintre belge, y est né.
- L'écrivain Serge Delaive (1965) a grandi et suivi ses études primaires et secondaires à Herstal.
- Le militant anarchiste Georges de Behogne dit Georges Tonar (1876-1918) publie dans son imprimerie au 97, rue de Laixheau son journal L'Insurgé et d'autres publications anarchistes[79].